# Censes anabaptistes
Dans l'Alsace d'autrefois, la cense est une grande ferme que le seigneur fait exploiter pour son propre compte par un locataire appelé censier. Au XVIIIe siècle, de nombreux censiers sont anabaptistes, car l'économie particulière de ces grandes fermes leur convient. La qualité de locataire leur permet de fuir si nécessaire sans perdre trop de biens. L'isolement leur assure une certaine indépendance.
Les censes anabaptistes d'Alsace finissent au XVIIIe siècle par constituer un réseau structuré qui devient l'épine dorsale d'une véritable contre-société qui se prolongera en Amérique avec le mouvement Amish.

## La cense seigneuriale d’Alsace et de Lorraine dans les Vosges
Dans les Vosges, en Alsace et dans les contrées limitrophes, la « cense » est une ferme bien particulière. C’est le domaine réservé du seigneur, par opposition aux petites fermes  des villageois. La cense est une ferme plus vaste que les autres (sans être toutefois gigantesque ; quelques hectares sont la norme), généralement située  sur de meilleures terres, et elle est exploitée différemment. Le « censier » qui la tient est un simple locataire, sa situation est précaire. Il n’est pas considéré comme membre à part entière de la communauté villageoise. À ce titre, il est dispensé de certaines charges civiques.
L’origine des censes seigneuriales remonte à la nuit des temps. Ni les anabaptistes ni les immigrants suisses en général ne les ont inventées. Cependant, leur système économique si particulier va si bien convenir à ces migrants, en particulier aux partisans de Jakob Amman, que le censier anabaptiste à longue barbe va devenir un emblème de ces vallées, presque un personnage de carte postale, popularisé par des écrivains comme Masson de Pezay au XVIIIe siècle ou Alfred Michiels au XIXe siècle.
L’on se gardera de penser que tout censier est anabaptiste et que tout anabaptiste est amish, mais il y a malgré tout une grande convergence entre ces notions à partir du XVIIIe siècle.

## L’immigration anabaptiste, le schisme amish et la dispersion
L’immigration suisse, généralement anabaptiste, commence à petite échelle au lendemain de la guerre de Trente Ans, et monte en puissance au fil du temps.  En effet, à l'occasion des persécutions décidées à leur encontre par le gouvernement du canton de Berne en 1670, une deuxième vague d’émigration anabaptiste touche l'Alsace. L’une de ses principales villes d’arrivée est Sainte-Marie-aux-Mines. Parmi ces immigrés figure Jacob Amman, futur fondateur du mouvement Amish.
La transplantation en terre alsacienne avait provoqué chez les premiers anabaptistes arrivés un début de processus d’acculturation que Jean Séguy décrit en ces termes :

« En effet, certains anabaptistes de Sainte-Marie-aux-Mines participaient à la vie civique de l'endroit en acceptant de servir de Heimburg ; d'autres ne refusaient pas de monter la garde pour protéger les récoltes et les biens contre les maraudeurs ; d'autres, ou les mêmes, fréquentaient les églises ou les prêches luthériens sans pour autant abandonner les assemblées anabaptistes ; certains enfin prétendaient qu'un individu pouvait être sauvé même dans une église de multitude. Cette dernière affirmation représentait, selon Amman, un mensonge grossier et devait être traité comme tel par l'Assemblée, c'est-à-dire par l'excommunication. »

Jacob Amman réagit vivement contre ces possibles menaces de disparition par absorption de la minorité anabaptisme, jusqu’au schisme en 1693. Cette controverse est décrite en détail par la Global anabaptist-mennonite encyclopedia online, qui précise que les prédicateurs qui ont suivi Jacob Amman étaient majoritairement Alsaciens, cependant que les prédicateurs suisses, en particulier l’Ancien Hans Reist, refusaient ces idées de fermeture.
En 1712, Louis XIV prend un édit d’expulsion des anabaptistes qui a principalement pour effet de disperser la communauté, qui quitte la grosse implantation trop visible de Sainte-Marie-aux-Mines pour des censes mieux cachées au cœur des Vosges ou dans la principauté de Montbéliard où le duc Léopold-Eberhard de Wurtemberg, prince scandaleux père d’une vingtaine de bâtards, multiplie les rachats voire les confiscations de terres afin de pourvoir aux besoins de sa descendance, et cherche dès 1708-1709 à y implanter ces fermiers anabaptistes si réputés. L'édit d'expulsion de Louis XIV est donc pain bénit pour lui et il multiplie les censes anabaptistes autour de Montbéliard (par exemple la ferme du Pied des Gouttes, à cheval sur Montbéliard et Exincourt, la ferme du Mont-Chevis, proche du quartier actuel de la citadelle à Montbéliard, la ferme du Prince à Sainte-Suzanne dont le bâtiment principal sera transformé ultérieurement en manufacture de boîtes à musiques L'Épée) ou un peu plus loin dans la  principauté (Dung, Grand-Charmont, Couthenans, Étobon, Frédéric-Fontaine, Glay, Ecurcey, Meslières ou Autechaux-Roide. Le duc dote ses fermiers anabaptistes de bâtiments, terres et bétail, en échange d’un loyer et d’un engagement à cultiver les terres, à entretenir les bâtiments et les bêtes, en réservant le fourrage à la nourriture des animaux. Les censiers anabaptistes ne vont toutefois pas tarder à améliorer le cheptel en faisant venir des vaches et des taureaux des montagnes du canton de Berne (notamment du Simmental) qui, croisées avec les anciennes races comtoises provoquent un accroissement de la taille et du poids des bêtes d’un quart à un tiers et occasionneront la création de la race montbéliarde.

## Une contre-société
La volonté d’expulsion de Louis XIV a peu d’effets ; l’Alsace et les Vosges constituent une mosaïque politique ; certains seigneurs sont restés très indépendants, et leurs intérêts économiques convergent avec ceux de leurs censiers anabaptistes, qui s’avèrent des agriculteurs remarquables.
Le statut de locataires convient aux anabaptistes, qui craignent toujours de devoir fuir et ne souhaitent pas investir dans la propriété foncière. L’éloignement des censes par rapport aux villages est gage d’indépendance. Toutes les particularités qui constitueraient des inconvénients pour les autres villageois deviennent des avantages pour les anabaptistes. 
Peu à peu, c’est toute une contre-société qui se met en place.
Les anabaptistes réussissent même le plus souvent à échapper au baptême infantile et à l’état civil. Ce n’est pas légal, mais c’est relativement facile dans ces vallées alsaciennes, où le curé peut croire que l’enfant qui n’est pas baptisé chez lui l’est chez le pasteur, et vice-versa. Sans compter que, devant la naissance d’un enfant dans une famille dissidente, le fait, de la part de l'autorité religieuse officielle, d’exiger qu’il soit baptisé, peut se produire mais ce n'est pas un réflexe automatique. Bien au contraire, dans l’esprit de la révocation de l’édit de Nantes, le curé pouvait préférer refuser le bénéfice de l’état-civil aux dissidents, et il pouvait arriver que cette tentation touche même un pasteur. De tels refus convergent (involontairement, bien sur) avec le souhait des Amish de constituer une contre-société entièrement séparée, un « peuple-église ». Cette absence d'état-civil public ne rend pas cette population clandestine. Les fermes anabaptistes étaient visibles. Des actes notariés pouvaient être passés à l'occasion, par exemple pour prendre une ferme à bail.
Les mariages sont célébrés par les Anciens. Ils n'ont bien sur aucune valeur légale. Pour l'autorité politique, les enfants issus de tels mariages sont illégitimes et ne peuvent hériter de leurs parents. La qualité de locataire des censiers anabaptistes atténue fortement les effets de cette impossibilité d'héritage.
La population anabaptiste est fortement endogame.
N’ayant pas le droit d’être enterrés en terre consacrée, les anabaptistes ont leurs propres cimetières, en général à proximité des fermes.
L'état-civil est tenu au niveau de la famille sur la Bible de mariage.
Quelles sont les raisons de la création d'une contre-société aussi aboutie ?
On notera tout d'abord que le souhait d'une société séparée existe depuis longtemps dans l'anabaptisme suisse. Ce souhait est fortement sous-jacent dans ce texte fondateur important qu'est la Confession de Schleitheim. Cependant, souhaiter est une chose, pouvoir en est une autre. La société suisse de l'époque contrôlait trop fortement l'individu pour que la création effective d'une contre-société viable y soit possible. En revanche, l'Alsace, avec sa mosaïque de pouvoirs rivaux,  fournira d'importantes possibilités (et l'Amérique, lieu préférentiel de l'émigration anabaptiste, en fournira encore davantage).

## Une organisation en réseau
La cellule de base de la vie anabaptiste est la ferme. Celle-ci, plus vaste qu’une ferme ordinaire, abrite en général plusieurs familles, dont celle du censier qui en est le responsable en titre.
Il n’y a pas de village anabaptiste. La ferme est généralement isolée, mais on connaît quelques hameaux anabaptistes, comme celui de Salm sur la commune de La Broque.
Les contacts se font de cense anabaptiste à cense anabaptiste, et ils sont relativement intenses. On se rend d’une ferme à l’autre pour assister à l’« assemblée » (le culte anabaptiste) ; on peut avoir besoin d’aller vivre dans une autre cense, soit pour y trouver ou retrouver un emploi (la situation de censier étant précaire), soit pour se marier ; de plus, le réseau organise l’immigration de frères persécutés en Suisse, ainsi que l’émigration vers l’Amérique, vue comme une terre promise de liberté religieuse. Isolés en apparence dans leur ferme, les anabaptistes sont paradoxalement des voyageurs compétents qui maîtrisent tout un réseau fonctionnant en Alsace, en Palatinat, en Suisse et en Amérique. Les clans familiaux sont transfrontaliers et même transocéaniques, et le restent des décennies durant, les émigrés les plus anciens aidant les plus récents.
Les contacts avec la population non anabaptiste ne sont pas recherchés. Ils peuvent devenir tendus quand les autochtones reprochent aux anabaptistes d'occuper les meilleures fermes et d'être exemptés de certains impôts (oubliant la précarité de la condition de censier). Des relations cordiales peuvent cependant se nouer. Au Ban de la Roche, le pasteur Jean Frédéric Oberlin appréciait les anabaptistes.

## Une intégration en douceur dans la République
Le système des censes commence à s'effacer à partir de la Révolution française. Sur le plan social, la population anabaptiste-mennonite se divise entre les familles des censiers, qui profitent à fond de la réputation agricole des mennonites et en tirent une belle aisance financière, et les domestiques. Ces derniers sont cantonnés à ces humbles tâches, ce qui les contraint souvent au célibat. Leur ascension sociale ne peut se faire qu'en quittant la cense, soit par l'émigration, soit par l'intégration et donc dans ce dernier cas, par le renoncement à certaines des convictions-clés de l'anabaptisme telles que le refus du serment ou le refus du port des armes. C'est le chemin choisi par la majorité au cours du XIXe siècle qui ne se dérobe donc pas à conscription lorsqu’elle devient obligatoire. Quant aux riches censiers, nombreux sont ceux qui deviennent propriétaires-exploitants. Ainsi ce type de notable est-il directement admis dans les collèges électoraux censitaires, malgré leur attachement de principe au retrait des charges publiques et à la non-mondanité. Cette intégration en douceur à la société française fait disparaître les aspérités des coutumes amish ou mennonites, et facilite d'ailleurs pour certains l'intégration à des églises établies, protestantes voire catholiques.

## Une assemblée anabaptiste dans le hameau de Salm
Hinrich van der Smissen, marchand important d’Altona et mennonite non amish, rendait parfois visite aux anabaptistes des Vosges pour rendre compte aux églises mennonites de Hollande, toujours un peu soucieuses de l’esprit de fermeture de leurs frères des Vosges, qu’ils appelaient Heftler (littéralement : porteurs d’agrafes, parce que ces frères s’habillaient de façon ancienne et faisaient tenir leurs habits par des agrafes et non par des boutons).
Il décrit en ces termes une « assemblée » à laquelle il a assisté dans le hameau de Salm :

« Leurs réunions ont le même caractère que celles que l'on retrouve chez nos frères Heftler dans le Sud de notre pays.

Elles ne se tiennent pas tous les dimanches, mais de temps à autre, tous les quinze jours ou toutes les quatre semaines. La plupart du temps, elles n'ont pas lieu dans des bâtiments ecclésiastiques particuliers, mais on va, selon un ordre fixé à l'avance, dans les différentes fermes habitées par des mennonites. En effet, on trouve là-bas la place nécessaire dans n'importe quelle grande pièce, et de plus les frères et sœurs présents sont, pour la journée, les invités du propriétaire ou du fermier qui reçoit. Ils tiennent beaucoup à cette coutume, et se donnent beaucoup de mal pour perpétuer la vieille hospitalité de nos pères. À table, les hommes prennent place sous la présidence de l'Ancien, tandis que les femmes prennent place dans une autre pièce, selon les circonstances.

Au début de ces réunions, ils ont l'habitude de chanter deux cantiques. À Salm, on utilise encore l'Ausbund, ce magnifique et digne souvenir du temps des premières persécutions subies par nos ancêtres dans le sud de l'Allemagne et en Suisse. Malheureusement, le chant est très faible. Les mélodies sont toujours les vieux airs d'origine, et à ma connaissance elles ne sont consignées nulle part et se maintiennent simplement par tradition orale…

Après le chant, vient la prière d'entrée, suivie par la lecture d'un important passage de l'Écriture (deux chapitres ou plus). Alors, les différentes personnes qui appartiennent au ministère prennent la parole, soit pour ajouter un commentaire ou faire une exhortation ou quelque chose de semblable, soit pour "rendre un témoignage" sur les déclarations d'un autre, et même pour se déclarer d'accord, ou encore pour ajouter un complément d'explications. Les prières et les cantiques alternent jusqu'à ce que l'Ancien termine la réunion par une prière finale…

Je ne me permets pas de décider si une si longue cérémonie est capable de tenir continuellement les participants éveillés et attentifs… »

## Lieux ayant abrité des censes anabaptistes
- Sainte-Marie-aux-Mines

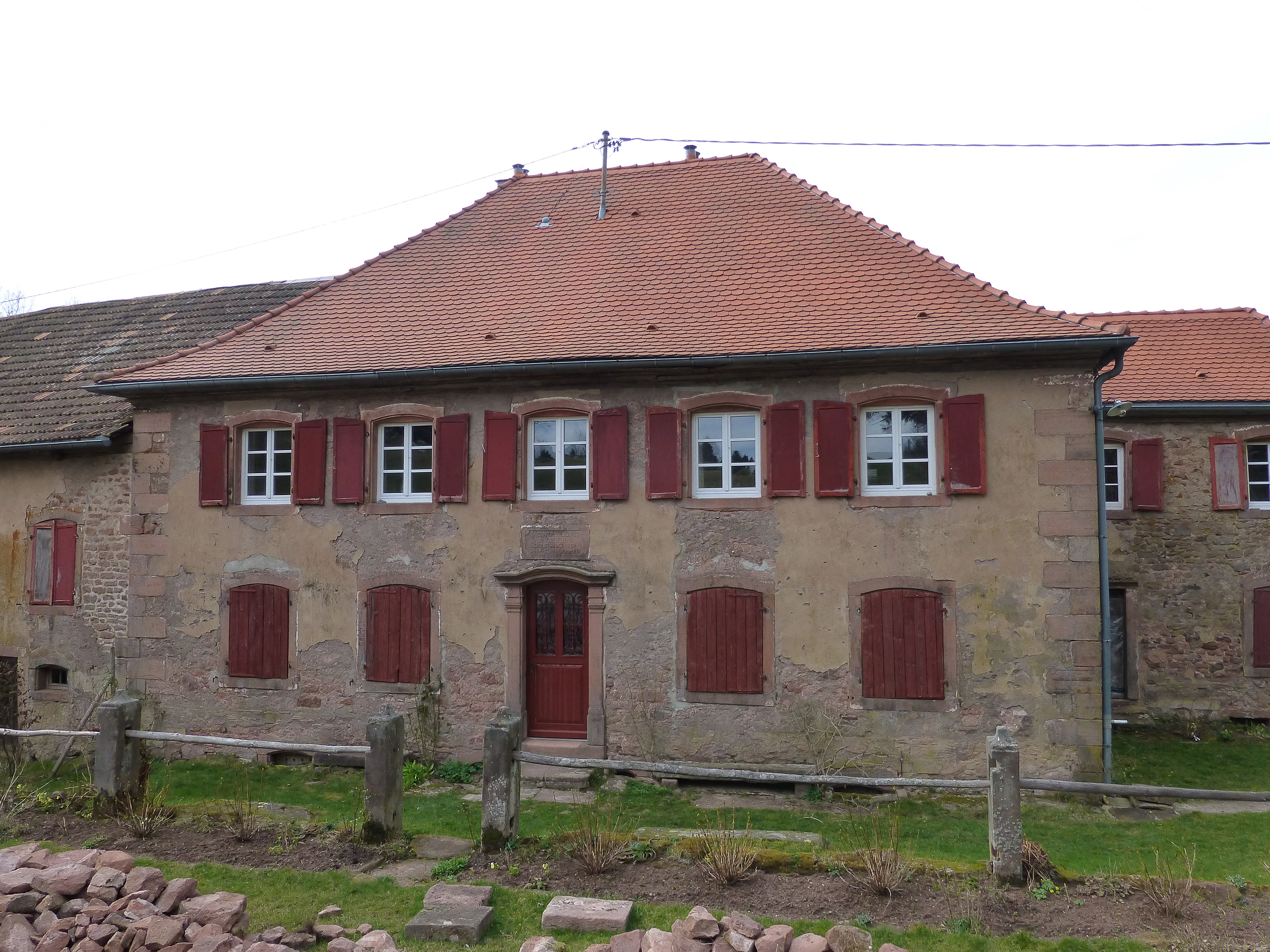
La ferme mennonite de Salm.

- La Broque, hameaux de Salm et des Quelles
- Le Ban de la Roche, ferme du Sommerhof à Neuviller
- Bourg-Bruche, Saales, le Climont
- Saint-Stail, cense de Belfays
- Montbéliard et le pays de Montbéliard

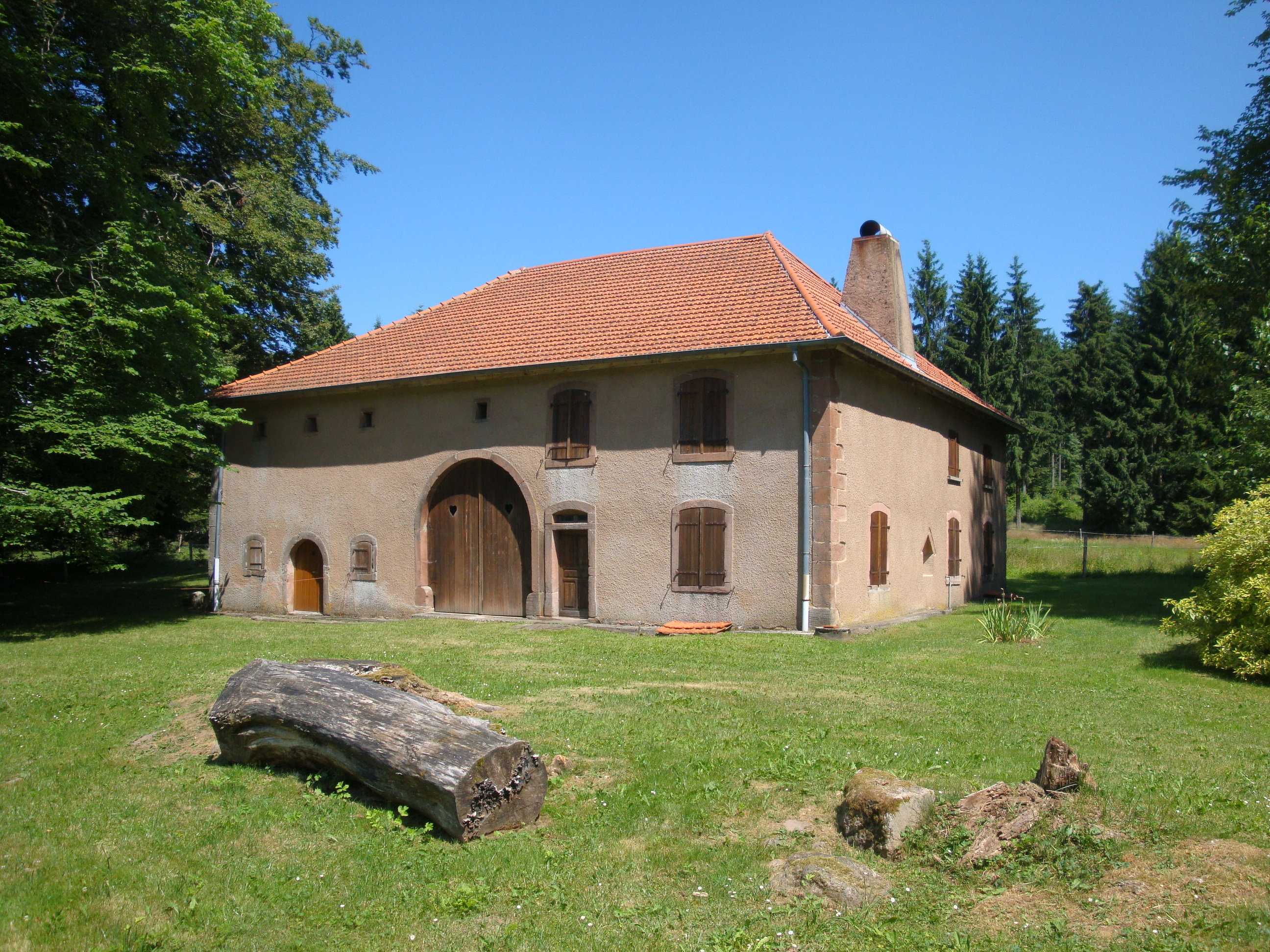
La cense de Belfay à Saint-Stail.

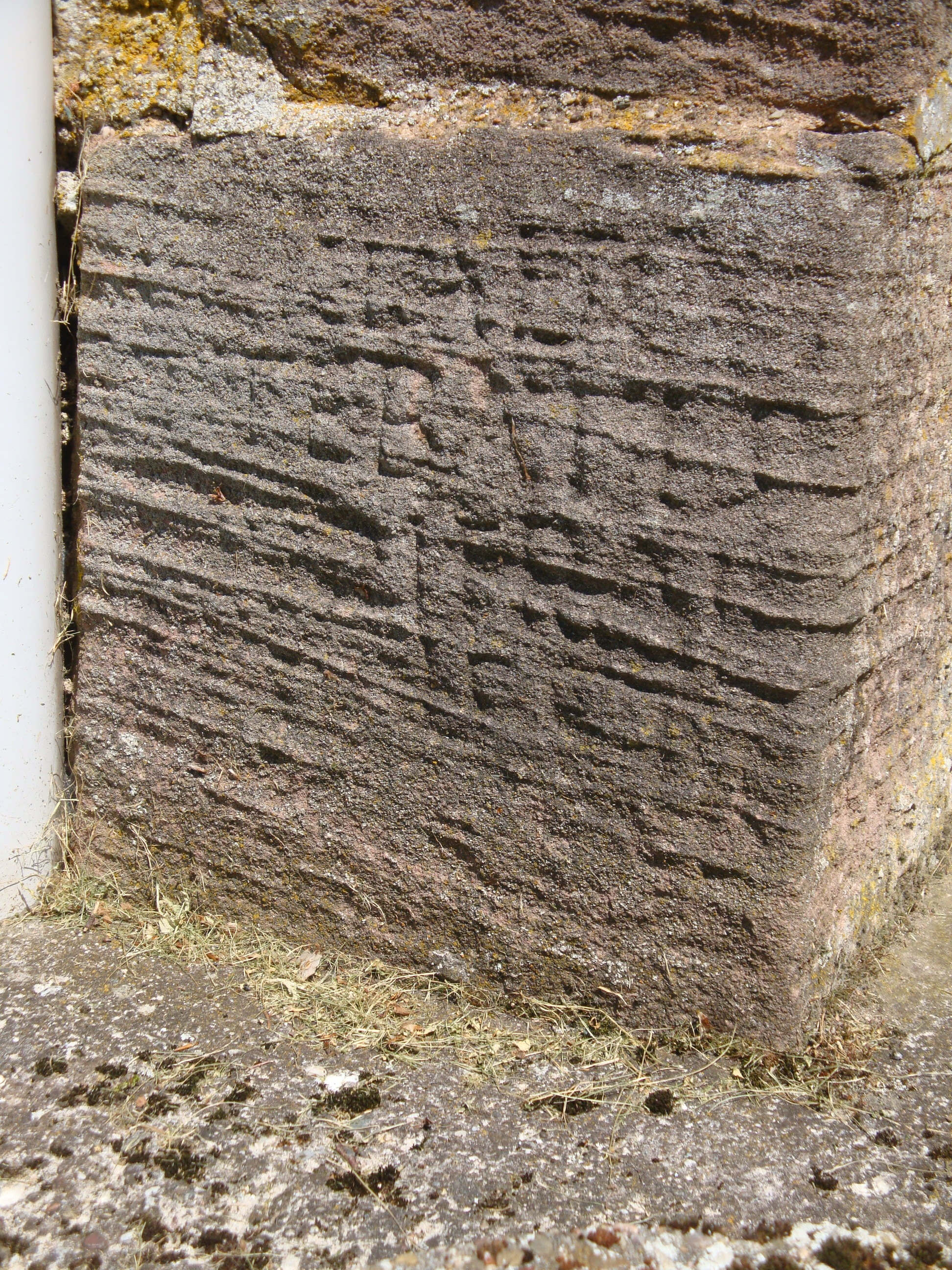
Inscription à la cense de Belfay.

#### Sur les censes de Sainte-Marie-aux-Mines
- Alfred Michiels, Les anabaptistes des Vosges. Première édition par Poulet-Malassis à Paris ; réimpression 1980 aux éditions Jean-Pierre Gyss, édition augmentée d'une introduction de Jean Seguy et John H. Yoder.

#### Textes complémentaires anciens
- Alexandre-Frédéric-Jacques Masson de Pezay Soirées helvétiennes, alsaciennes et franc-comtoises (extraits) (1771).
- Johan Friedrich Luce, Un mariage chez les anabaptistes de Colmar en 1779.
- Philippe Goupilleau, Ma visite à Salm (1793).
- Hinrich Van der Smissen, Visite chez les anabaptistes des Vosges.